# 木双镇
木双镇，是中华人民共和国广西壮族自治区梧州市苍梧县下辖的一个乡镇级行政单位。

## 简介
木双相传因盛产木材而得名。从什么时候开始成为聚居地还没有人考证过，至少在明朝末期已经有相当人口居住。
最早的聚居地据信在双贤村渡口附近，之后因为木材生意兴盛，木双旧街成为区域的中心。
在古代交通相当不便，横穿而过的东安江是对外的交通要道，往下游可通往广东的封开江口，往上游有可通往石桥沙头。
解放前木双的归属并不明确，从现在地名上还能看到当时留下的痕迹。比如东古和西岸，东古是广东的最西边，西岸是广西的最东边，但是两个地方之间有重叠的部分，可以体会到当时的紧张气氛。但是，现在的木双村和市街地可能更倾向广东，人们沿着东安江坐船顺流而下能更方便的到达繁华的城市，读书人考科举去的也是广东。改革开放后，多条公路建成，水运开始衰落，坐车可以很方便的到达梧州和县城。
1994年木双新街在原木双村冲口建成，商业基本上从木双旧街转移到新街。

## 行政区划
木双镇下辖以下地区：
木双社区、天平村、木双村、双贤村、黎壁村、友谊村、西中村和万安村。

## 人文地理
木双镇位于苍梧县东部，距县城石桥镇30公里，东邻广东封开县大洲镇，西接旺甫镇，北连梨埠镇，总人口13676人（2017年）。
面积145.72平方千米。气候条件亚热带季风气候。
2007年，全镇耕地面积7949亩，农作物总播种面积17025亩，其中水稻播种面积为14085亩，优质稻种植面积达84.1%。全镇年产稻谷5042吨，平均亩产358公斤。旱地面积1140亩，主要种植豆类30亩，红薯555亩，木薯645亩，油料作物345亩，蔬菜114亩，鱼塘面积25亩，果园面积1500亩，主要种植沙糖桔。加上这几年农民工们不断扩展自己果园规模，现今全镇沙糖橘5000多亩，是最大的水果产业。2007年，全镇大牲畜（黄牛、水牛、马）年末存栏为212头；生猪存栏为3520头；全镇有瘦肉型母猪养殖户15户，存栏母猪216头，自繁自养猪场3个，现存栏肉猪920头；年末家禽存栏为3．85万多羽。
全镇林地面积为17.11万亩，2007年，全镇完成造林2798.6亩，完成任务139.9%；育苗12亩，苗木出圃45万株；抚育幼林面积2000亩。木材生产完成蓄积24701立方米，出材1．41万多立方米；完成林地流转9739亩；面上造林2798.6亩，其中马尾松面积871亩，桉树面积1927.6亩。

## 教育
2007年，全镇有初中1所，小学7所。初中阶段在校生666人，入学率为95%，在校小学生1906人，适龄儿童入学率达99.28%，青壮年人口9083人，非文盲率99.83%，基本普及九年义务教育和基本扫除青壮年文盲。投入76.85万元建好初中学生宿舍楼、学生饭堂、教学大楼、硬化校道、扩建球场等基础设施；投入18万元扩建木双中心小学新教学楼，投入8.9万元对木双中心小学旧教学楼进行全面装修并硬化了校道；投入16万元扩建双贤小学新教学楼，投入5.3万元装修翻新双贤小学的旧校舍并硬化操场，修建一个水泥球场和一个羽毛球场；投入33万元建好天平小学新教学楼，同时，争取一个35万元的项目再扩建一幢新教学楼（此项目正在施工中）；投入4.8元对黎璧小学进行装修与修建文化长廊；投入5.36万元完成修建西中小学校门、围墙、旧教学楼装修、硬化球场和校道等设施；投入1.47万多元硬化友谊小学校道、投入34万元扩建万安小学新教学楼。同时投入8万多元购置300多套课桌、4000册图书、六副篮球架与一批体育器材等，丰富教育活动场所和教学环境，提高教学质量和水平。